# Orchard Dump Cemetery
Orchard Dump Cemetery is een Britse militaire begraafplaats met gesneuvelden uit de Eerste- en Tweede Wereldoorlog, gelegen in de Franse gemeente Arleux-en-Gohelle (Pas-de-Calais). De begraafplaats ligt langs de weg naar Arras op 1.350 meter ten zuidwesten van het centrum (gemeentehuis) van de gemeente. Het terrein heeft een nagenoeg vierkantig grondplan met een oppervlakte van 9.402 m² en is aan drie zijden omgeven door een natuurstenen muur. Omdat het terrein iets hoger ligt dan het straatniveau zijn er twee trappen met 5 treden waarlangs men de begraafplaats kan betreden. Tegen de achterste muur staat centraal op een verhoogd plateau het Cross of Sacrifice. Aan de uiteinden van deze muur staan twee schuilhuisjes. Tegen het midden van de zuidelijke muur staat de Stone of Remembrance. De begraafplaats wordt onderhouden door de Commonwealth War Graves Commission.
Er worden 3.043 doden herdacht waaronder 2.287 niet geïdentificeerde. 

## Geschiedenis
De begraafplaats werd in april 1917 aangelegd nadat het front zich stabiliseerde na de Slag bij Arras. Ze werd door gevechtseenheden  gebruikt tot november van dat jaar. Na de wapenstilstand werd de begraafplaats gevoelig uitgebreid door concentratie van graven uit de omliggende slagvelden en graven die afkomstig waren uit kleinere begraafplaatsen. Deze waren: Fresnes-les-Montauban Communal Cemetery in Fresnes-lès-Montauban, Fresnoy Churchyard in Fresnoy-en-Gohelle, Fusiliers Cemetery en Ouse Alley Cemetery in Bailleul-Sir-Berthoult, Quiery-la-Motte British Cemetery in Quiéry-la-Motte, 2nd Canadian Division Cemetery, Willerval Canadian Cemetery (or Vancouver Road Cemetery en Willerval Churchyard in Willerval.
Er liggen 2.696 Britten (waaronder 2.114 niet geïdentificeerde), 326 Canadezen (waaronder 173 niet geïdentificeerde) en 1 Nieuw-Zeelander uit de Eerste Wereldoorlog begraven. Voor 10 Britten en 4 Canadezen werden Special Memorials opgericht omdat hun graven niet meer gelokaliseerd konden worden en men neemt aan dat ze zich onder de naamloze graven bevinden. Andere slachtoffers werden collectief geïdentificeerd en kregen een grafzerk met het bijschrift: Buried near this spot. Bij de grafzerken voor 38 Canadezen en 6 Britten werden twee Duhallow Blocks opgericht omdat zij oorspronkelijk in andere begraafplaatsen lagen maar waar hun graven door oorlogsgeweld werden vernietigd. 
Eén Brit wordt herdacht met een Special Memorial omdat zijn graf in een andere begraafplaats verloren is gegaan en waarop volgende tekst staat: To the memory of lieutenant D. M. F Sinclair killed in action and buried at the time in Fresnoy Churchyard which was destroyed in later battles.
Verschillende grafzerken in de perken VII, VIII en IX vermelden de tekst Buried near this spot omdat hun lichamen op deze begraafplaats niet meer teruggevonden werden. 
Er liggen ook nog 20 Britten die bij het begin van de Tweede Wereldoorlog overleden in het veldhospitaal No.2 Casualty Clearing Station vlak bij Rouvroy en hier begraven werden.

## Graven
- Arthur Thomas Francis, korporaal bij het Queen's Own (Royal West Kent Regiment) sneuvelde op zijn 22e verjaardag (9 mei 1917). Dit staat als onderschrift op zijn grafsteen: Killed on his 22nd birthday Went the day well We died and never knew But well or ill England we died for you.

### Onderscheiden militairen
- William Georges Hamm, onderluitenant bij het East Yorkhire Regiment werd onderscheiden met het Military Cross (MC).
- Walter James Summerfied, compagnie sergeant-majoor bij het Bedfordshire Regiment; Herbert Thompson, korporaal bij de Queen's Own (Royal West Kent Regiment) en Harry Vickers, sergeant bij het East Lancashire Regiment ontvingen de Distinguished Conduct Medal (DCM). Laatstgenoemde verwierf ook nog de Military Medal (DCM, MM).
- er zijn nog 11 militairen die de Military Medal ontvingen (MM).

### Alias
- soldaat C. Moncrieff diende onder het alias C. McAdam bij de Canadian Infantry.